# Біла-рудона
Біла-рудона (кат. Vila-rodona) — місто в Автономній області Каталонія (Іспанія). Лежить у районі (кумарці) Ал-Камп провінції Таррагона, згідно з новою адміністративною реформою перебуватиме у складі баґарії Камп-да-Таррагона.

## Населення
Населення міста (у 2007 р.) становить 1 112 осіб (з них менше як 14 років — 12,9%, від 15 до 64 — 65,3%, понад 65 років — 21,8%). У 2006 р. народжуваність склала 11 осіб, смертність — 13 осіб, приріст населення склав 6 осіб. У 2001 р. активне населення становило 464 осіб, з них безробітних — 28 осіб. 

Серед осіб, які проживали на території міста у 2001 р., 833 осіб народилися в Каталонії (з них 568 осіб у тому самому районі, або кумарці), 99 осіб приїхало з інших областей Іспанії, а 69 осіб приїхало з-за кордону. 

Університетську освіту має 8,2
% усього населення. 

У 2001 р. нараховувалося 400 домогосподарств (з них 30,5% складалися з однієї особи, 26,8% з двох осіб, 19,5% з 3 осіб, 15% з 4 осіб, 5% з 5 осіб, 1,8
% з 6 осіб, 0,8% з 7 осіб, 0,2% з 8 осіб і 0,5% з 9 і більше осіб).

Активне населення міста у 2001 р. працювало у таких сферах діяльності: у сільському господарстві — 30,7%, у промисловості — 20,6%, на будівництві — 10,3% і у сфері обслуговування — 38,3%. 

 У муніципалітеті або у власному районі (кумарці) працює 321 осіб, поза районом - 219 осіб. 

### Безробіття
У 2007 р. нараховувалося 41 безробітних (у 2006 р. — 43 безробітних), з них чоловіки становили 41,5%, а жінки — 58,5%.

## Економіка

### Підприємства міста

#### Промислові підприємства
| \| Промислові підприємства міста, за сферою діяльності \| Промислові підприємства міста, за сферою діяльності \| Промислові підприємства міста, за сферою діяльності \| \| Рік \| 2002 р. \| 2001 р. \| \| --------------------------------------------------- \| --------------------------------------------------- \| --------------------------------------------------- \| \| Енергетичні та водні ресурси \| 0,0% \| 0,0% \| \| Хімія та метали \| 10,0% \| 7,1% \| \| Переробка металів \| 30,0% \| 14,3% \| \| Продукти харчування \| 30,0% \| 57,1% \| \| Текстиль \| 0,0% \| 0,0% \| \| Виробництво меблів, видання \| 30,0% \| 21,4% \| \| Інше \| 0,0% \| 0,0% \| \| Усього підприємств \| 10 \| 14 \| |         |         |
| Промислові підприємства міста, за сферою діяльності |         |         |
| Рік | 2002 р. | 2001 р. |
| Енергетичні та водні ресурси | 0,0%    | 0,0%    |
| Хімія та метали | 10,0%   | 7,1%    |
| Переробка металів | 30,0%   | 14,3%   |
| Продукти харчування | 30,0%   | 57,1%   |
| Текстиль | 0,0%    | 0,0%    |
| Виробництво меблів, видання | 30,0%   | 21,4%   |
| Інше | 0,0%    | 0,0%    |
| Усього підприємств | 10      | 14      |

#### Роздрібна торгівля
| \| Підприємства роздрібної торгівлі міста, за сферою діяльності \| Підприємства роздрібної торгівлі міста, за сферою діяльності \| Підприємства роздрібної торгівлі міста, за сферою діяльності \| \| Рік \| 2002 р. \| 2001 р. \| \| ------------------------------------------------------------ \| ------------------------------------------------------------ \| ------------------------------------------------------------ \| \| Продукти харчування \| 44,4% \| 40,0% \| \| Одяг та взуття \| 11,1% \| 15,0% \| \| Товари для дому \| 0,0% \| 0,0% \| \| Книги та періодичні видання \| 0,0% \| 0,0% \| \| Промислова хімічна продукція \| 16,7% \| 20,0% \| \| Продукція, пов'язана з транспортними засобами \| 0,0% \| 0,0% \| \| Інше \| 27,8% \| 25,0% \| \| Усього підприємств \| 18 \| 20 \| |         |         |
| Підприємства роздрібної торгівлі міста, за сферою діяльності |         |         |
| Рік | 2002 р. | 2001 р. |
| Продукти харчування | 44,4%   | 40,0%   |
| Одяг та взуття | 11,1%   | 15,0%   |
| Товари для дому | 0,0%    | 0,0%    |
| Книги та періодичні видання | 0,0%    | 0,0%    |
| Промислова хімічна продукція | 16,7%   | 20,0%   |
| Продукція, пов'язана з транспортними засобами | 0,0%    | 0,0%    |
| Інше | 27,8%   | 25,0%   |
| Усього підприємств | 18      | 20      |

#### Сфера послуг
| \| Підприємства міста, що працюють у сфері послуг, за діяльністю \| Підприємства міста, що працюють у сфері послуг, за діяльністю \| Підприємства міста, що працюють у сфері послуг, за діяльністю \| \| Рік \| 2002 р. \| 2001 р. \| \| ------------------------------------------------------------- \| ------------------------------------------------------------- \| ------------------------------------------------------------- \| \| Гуртова торгівля \| 12,9% \| 18,2% \| \| Готелі та готельний бізнес \| 29,0% \| 30,3% \| \| Транспорт та зв'язок \| 9,7% \| 9,1% \| \| Посередницькі фінансові послуги \| 3,2% \| 9,1% \| \| Послуги підприємствам \| 9,7% \| 6,1% \| \| Послуги фізичним особам \| 29,0% \| 24,2% \| \| Нерухомість та ін. \| 6,5% \| 3,0% \| \| Усього підприємств \| 31 \| 33 \| |         |         |
| Підприємства міста, що працюють у сфері послуг, за діяльністю |         |         |
| Рік | 2002 р. | 2001 р. |
| Гуртова торгівля | 12,9%   | 18,2%   |
| Готелі та готельний бізнес | 29,0%   | 30,3%   |
| Транспорт та зв'язок | 9,7%    | 9,1%    |
| Посередницькі фінансові послуги | 3,2%    | 9,1%    |
| Послуги підприємствам | 9,7%    | 6,1%    |
| Послуги фізичним особам | 29,0%   | 24,2%   |
| Нерухомість та ін. | 6,5%    | 3,0%    |
| Усього підприємств | 31      | 33      |

## Житловий фонд
У 2001 р. 4% усіх родин (домогосподарств) мали житло метражем до 59 м², 26,8% - від 60 до 89 м², 42,5% - від 90 до 119 м² і
26,8% - понад 120 м².

З усіх будівель у 2001 р. 15,8% було одноповерховими, 77,8% - двоповерховими, 5,1
% - триповерховими, 1% - чотириповерховими, 0,2% - п'ятиповерховими, 0% - шестиповерховими,
0,2% - семиповерховими, 0% - з вісьмома та більше поверхами.

## Автопарк
| \| Автомобілі, зареєстровані у місті, за призначенням \| Автомобілі, зареєстровані у місті, за призначенням \| Автомобілі, зареєстровані у місті, за призначенням \| \| Рік \| 2006 р. \| 2005 р. \| \| -------------------------------------------------- \| -------------------------------------------------- \| -------------------------------------------------- \| \| Приватні автомобілі \| 62,4% \| 63,1% \| \| Мотоцикли \| 8,7% \| 8,7% \| \| Вантажівки \| 23,6% \| 23,3% \| \| Трактори \| 0,2% \| 0,1% \| \| Автобуси та ін. \| 5,1% \| 4,7% \| \| Усього автомобілів \| 985 шт. \| 938 шт. \| |         |         |
| Автомобілі, зареєстровані у місті, за призначенням |         |         |
| Рік | 2006 р. | 2005 р. |
| Приватні автомобілі | 62,4%   | 63,1%   |
| Мотоцикли | 8,7%    | 8,7%    |
| Вантажівки | 23,6%   | 23,3%   |
| Трактори | 0,2%    | 0,1%    |
| Автобуси та ін. | 5,1%    | 4,7%    |
| Усього автомобілів | 985 шт. | 938 шт. |

## Вживання каталанської мови
У 2001 р. каталанську мову у місті розуміли 96,6% усього населення (у 1996 р. - 97,7%), вміли говорити нею 88,9% (у 1996 р. - 
91,6%), вміли читати 85,5% (у 1996 р. - 84,5%), вміли писати 49,4
% (у 1996 р. - 45,2%). Не розуміли каталанської мови 3,4%.

## Політичні уподобання
У виборах до Парламенту Каталонії у 2006 р. взяло участь 538 осіб (у 2003 р. - 583 осіб). Голоси за політичні сили розподілилися таким чином:
| \| Вибори до Парламенту Каталонії \| Вибори до Парламенту Каталонії \| Вибори до Парламенту Каталонії \| \| Рік \| 2006 р. \| 2003 р. \| \| -------------------------------------- \| ------------------------------ \| ------------------------------ \| \| Конвергенція та Єднання (CiU) \| 39,6% \| 40% \| \| Соціалістична партія Каталонії (PSC) \| 24,2% \| 20,8% \| \| Народна партія (PP) \| 5,2% \| 6,9% \| \| Ініціатива за зелену Каталонію (IC) \| 5,9% \| 3,1% \| \| Республіканська лівиця Каталонії (ERC) \| 23,6% \| 28,5% \| \| Громадянська партія (C's) \| 0,0% \| 0,0% \| \| Інші \| 1,5% \| 0,9% \| |         |         |
| Вибори до Парламенту Каталонії |         |         |
| Рік | 2006 р. | 2003 р. |
| Конвергенція та Єднання (CiU) | 39,6%   | 40%     |
| Соціалістична партія Каталонії (PSC) | 24,2%   | 20,8%   |
| Народна партія (PP) | 5,2%    | 6,9%    |
| Ініціатива за зелену Каталонію (IC) | 5,9%    | 3,1%    |
| Республіканська лівиця Каталонії (ERC) | 23,6%   | 28,5%   |
| Громадянська партія (C's) | 0,0%    | 0,0%    |
| Інші | 1,5%    | 0,9%    |

У муніципальних виборах у 2007 р. взяло участь 677 осіб (у 2003 р. - 471 осіб). Голоси за політичні сили розподілилися таким чином:
| \| Муніципальні вибори \| Муніципальні вибори \| Муніципальні вибори \| \| Рік \| 2007 р. \| 2003 р. \| \| -------------------------------------- \| ------------------- \| ------------------- \| \| Конвергенція та Єднання (CiU) \| 0,0% \| 0,0% \| \| Соціалістична партія Каталонії (PSC) \| 65,3% \| 100,0% \| \| Народна партія (PP) \| 0,0% \| 0,0% \| \| Ініціатива за зелену Каталонію (IC) \| 0,0% \| 0,0% \| \| Республіканська лівиця Каталонії (ERC) \| 34,7% \| 0,0% \| \| Громадянська партія (C's) \| 0,0% \| 0,0% \| \| Інші \| 0,0% \| 0,0% \| |         |         |
| Муніципальні вибори |         |         |
| Рік | 2007 р. | 2003 р. |
| Конвергенція та Єднання (CiU) | 0,0%    | 0,0%    |
| Соціалістична партія Каталонії (PSC) | 65,3%   | 100,0%  |
| Народна партія (PP) | 0,0%    | 0,0%    |
| Ініціатива за зелену Каталонію (IC) | 0,0%    | 0,0%    |
| Республіканська лівиця Каталонії (ERC) | 34,7%   | 0,0%    |
| Громадянська партія (C's) | 0,0%    | 0,0%    |
| Інші | 0,0%    | 0,0%    |